# Guy Môquet (Métro Paris)
Der U-Bahnhof Guy Môquet ist eine unterirdische Station der Linie 13 der Pariser Métro.

## Lage
Die Station befindet sich an der Grenze des Quartier des Épinettes des 17. Arrondissements mit dem Quartier des Grandes-Carrières des 18. Arrondissements von Paris. Sie liegt am Ostast der Linie 13 längs unter der Avenue de Saint-Ouen südlich der Einmündung der Rue Guy Môquet.

## Name

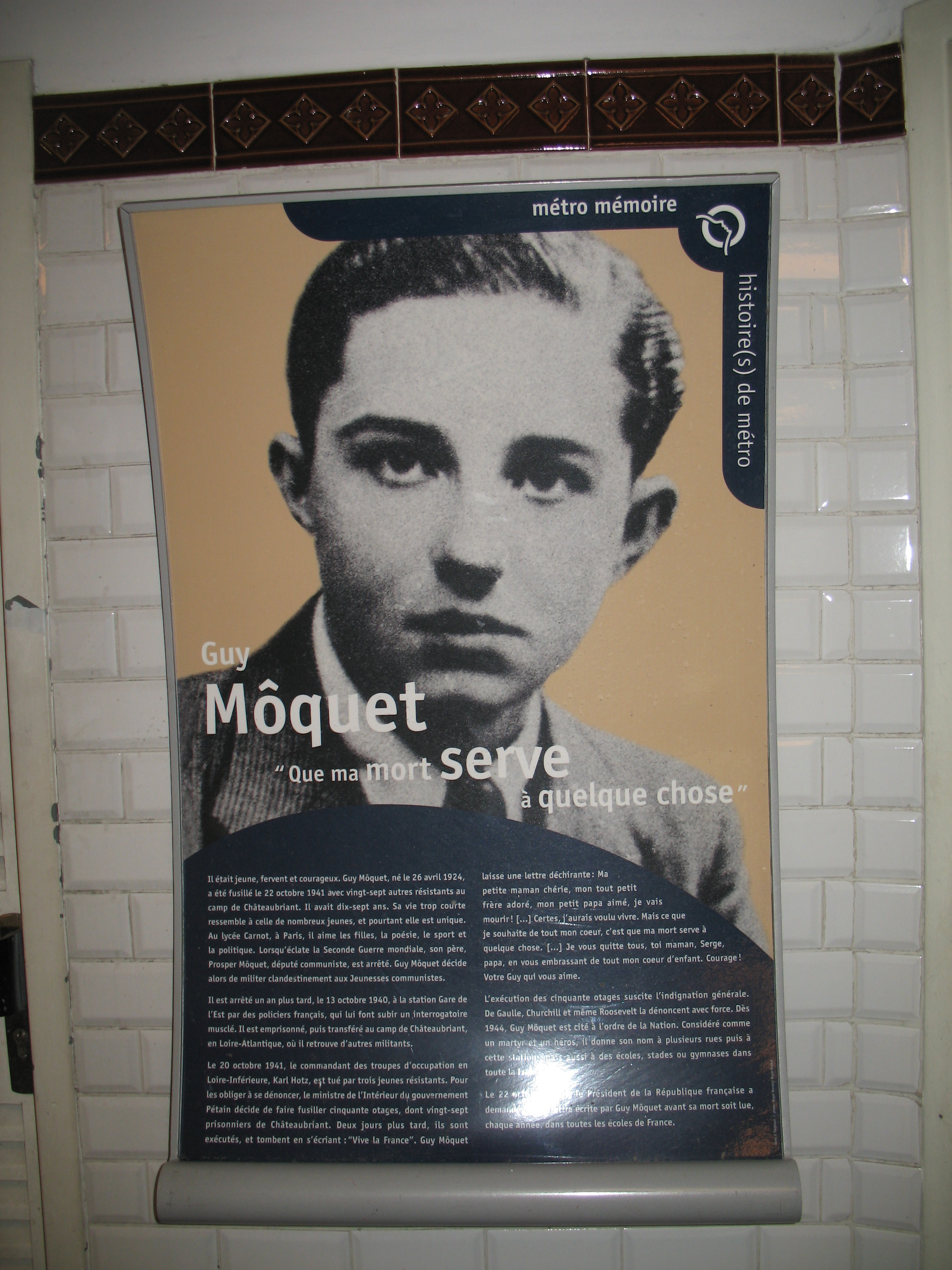
Gedenktafel an Guy Môquet in der Station

Den Namen gibt seit dem 27. Januar 1946 die Rue Guy Môquet. Der am 26. April 1924 geborene Student Guy Môquet war der Sohn eines Eisenbahners und kommunalen Abgeordneten der Kommunistischen Partei. Das aktive Mitglied der kommunistischen Jugend wurde während der deutschen Besetzung Frankreichs im Zweiten Weltkrieg am 13. Oktober 1940 in Paris verhaftet und später als politischer Gefangener nach Châteaubriant in das Internierungslager Camp de Choisel verlegt. Im Zuge einer Vergeltungsmaßnahme wurde er dort im Alter von 17 Jahren am 22. Oktober 1941 mit 26 Mithäftlingen von den Deutschen als Geisel erschossen.
Zunächst hieß die Station nach der abzweigenden Rue Marcadet Marcadet, deren Name sich auf den Markt von Lendit bezog. 1912 kam als Namensbestandteil „Balagny“ hinzu. Der Notar Auguste Balagny (1805–1896) war Bürgermeister der Gemeinde Batignolles-Monceau und nach deren weitgehenden Eingemeindung nach Paris erster Bürgermeister des 17. Arrondissements.

## Geschichte und Beschreibung

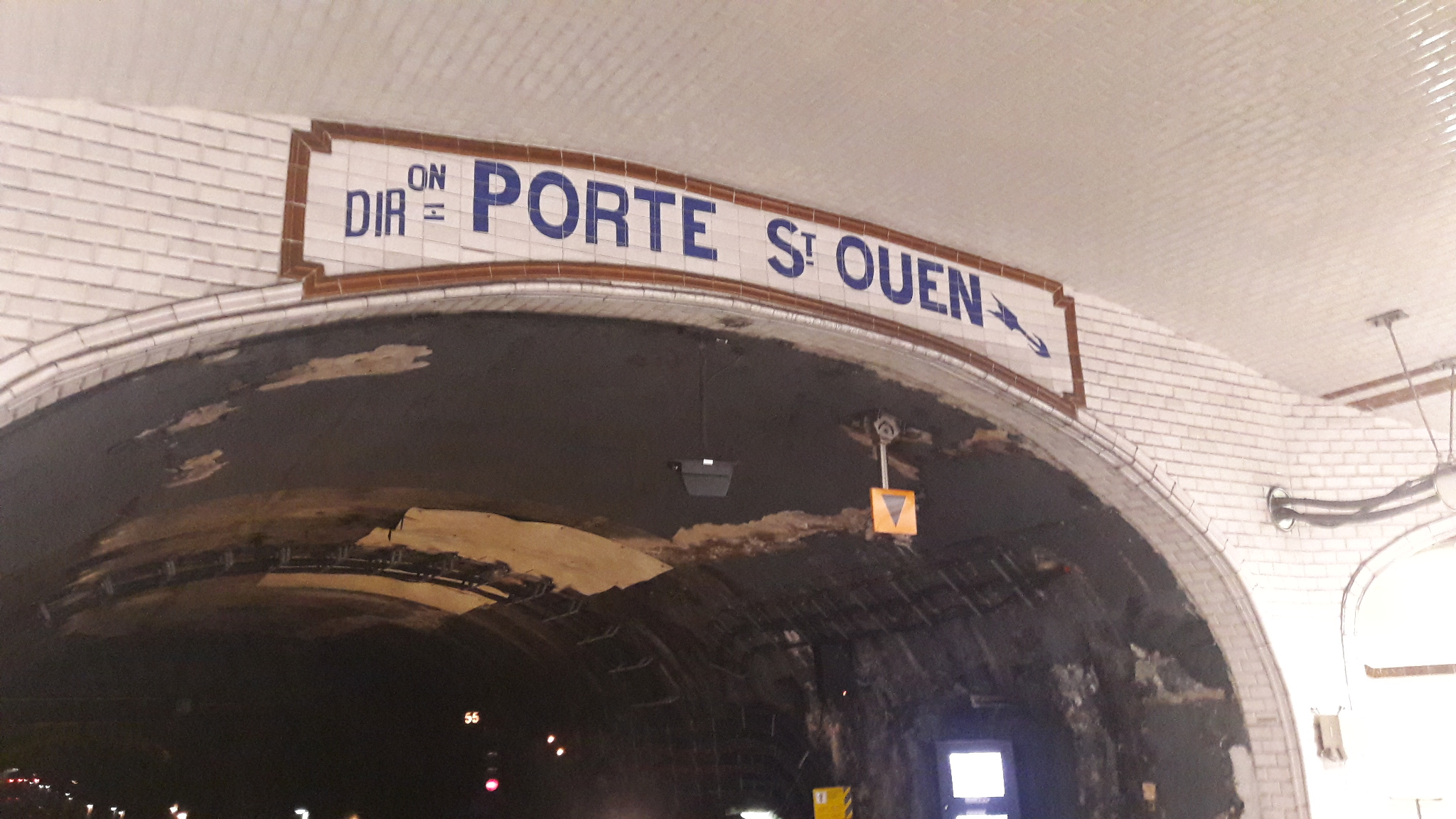
Richtungsanzeige über dem nördlichen Tunnelmund

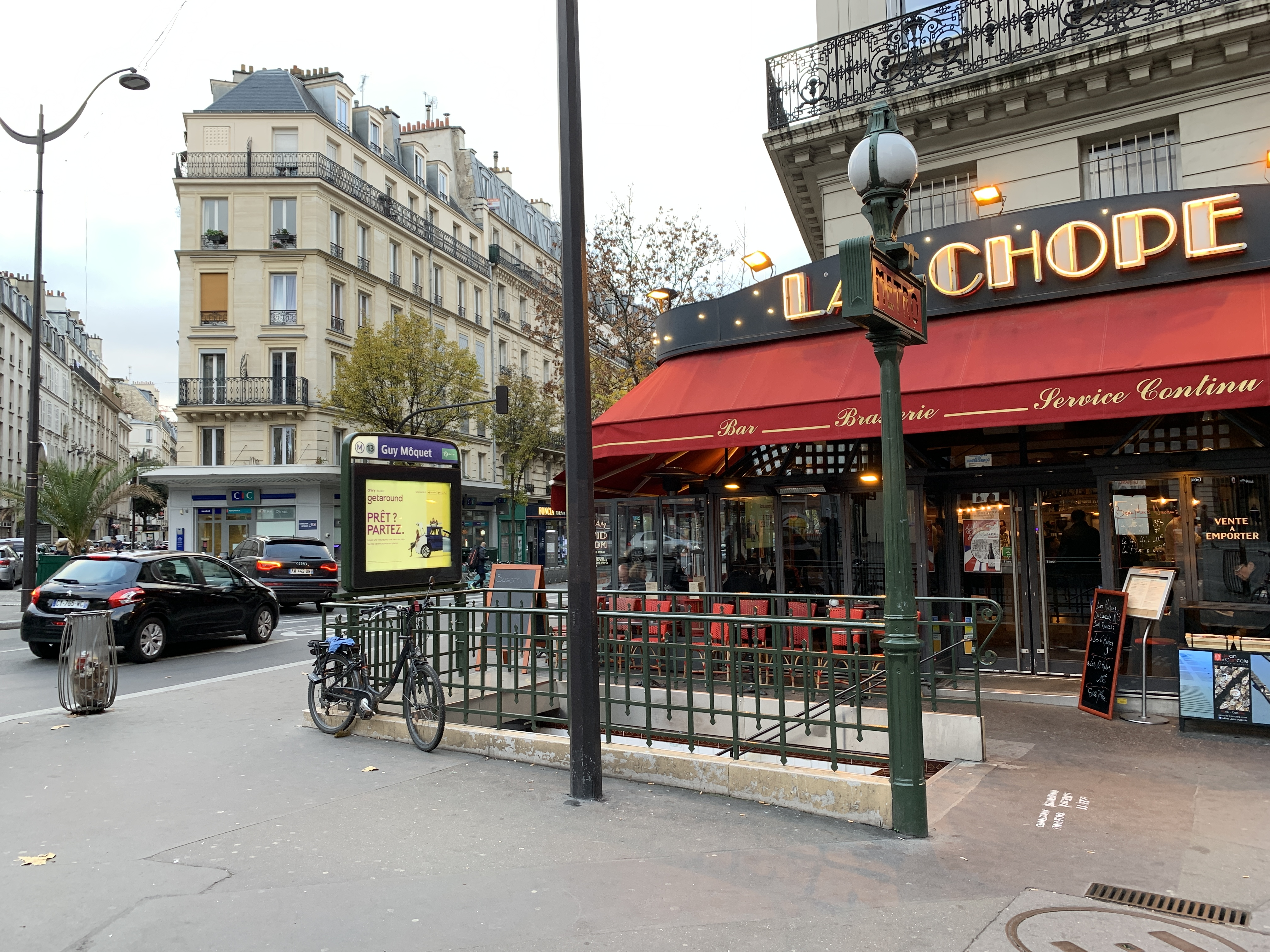
Zugang an der Rue de La Jonquière mit Dervaux-Kandelaber

Der U-Bahnhof wurde als Station der Linie B der Société du chemin de fer électrique souterrain Nord-Sud de Paris (Nord-Sud)  am 26. Februar 1911 eröffnet. Deren erster Abschnitt führte von der Station Saint-Lazare am gleichnamigen Fernbahnhof über fünf Zwischenstationen zum Endbahnhof Porte de Saint-Ouen. 1912 wurde die Station in Marcadet – Balagny umbenannt. Mit der Übernahme der Nord-Sud durch die Compagnie du chemin de fer métropolitain de Paris (CMP) wurde die Linie B 1930 zur Linie 13.
Die Halle weist einen elliptischen Querschnitt auf, ihre Decken und Wände sind weiß gefliest. Gegenüber den Stationen der konkurrierenden CMP wurde sie optisch aufwendiger gestaltet; wegen der bei der Nord-Sud installierten Oberleitung ist sie zudem geringfügig höher, und die Seitenwände folgen im unteren Bereich nicht wie bei den Stationen der CMP der Krümmung der Ellipse. Über den Tunnelmündern sind die Namen der ursprünglichen Endstationen angebracht. An den beiden Streckengleisen liegen Seitenbahnsteige von jeweils 75 m Länge. Die Metallverkleidung der Seitenwände aus den 1950er Jahren wurde 2009 entfernt und das originale Aussehen der Halle weitgehend wiederhergestellt.
Die Station hat vier Zugänge, von denen die drei nördlichen mit von Adolphe Dervaux im Stil des Art déco entworfenen Kandelabern markiert sind. Der gegenüber der Einmündung der Passage Legendre gelegene südliche Zugang weist zwischen gemauerten Pfeilern eine verspielte Brüstung aus Eisen auf. Er trägt ein rotes Schild, dessen ursprüngliche Beschriftung NORD-SUD durch METROPOLITAIN ersetzt wurde.

## Fahrzeuge
Auf der Linie 13 liefen zunächst Fahrzeuge der Bauart Sprague-Thomson mit Modifikationen gemäß den Vorgaben der Betreibergesellschaft Nord-Sud. Ab Februar 1952 wurden sie durch die Baureihe MA ersetzt, jene ab 1975 wiederum durch die Baureihe MF 67. 1978 erhielt die Linie als erste im Netz die neuen Züge der Baureihe MF 77, die seitdem als einziger Fahrzeugtyp dort verkehrt.